# КК Црвена звезда сезона 2008/09.
Сезона 2008/09. КК Црвена звезда обухвата све резултате и остале информације везане за наступ Црвене звезде у сезони 2014/15. и то у следећим такмичењима: Еврокуп, Јадранска лига, Суперлига Србије и Куп Радивоја Кораћа.

## Прелазни рок
Долазак Вучићевића на место председника клуба значио је значајан опоравак финансијског стања у Звезди. У тиму је поред њега био и Зоран Драгулић. Прво појачање стигло је у имену великог тренера Светислава Пешића. Он је био основни креатор одличног тима који је у својим редовима довео велики број будућих репрезентативаца. Ту су пре свега повратници Кешељ и Штимац, који су још увек били веома млади. Затим повратак тада анонимног Немање Бјелице из аустријске Аркадије.
Тим успева да се домогне многих домаћих финала и направи значајне резултате у Еврокупу. Ипак није успео да се домогне титула. Најближи су били титули у Кошаркашкој лиги Србије клуб је ипак морао да се задовољи другим местом. Иако је сезона завршена без титула у клубу је изникао једно од највећих изненађења Немања Бјелица, као и доказани таленат Марко Кешељ. Они ће касније заслужити и позив селектора репрезентације Србије.

## Тим
| КК Црвена звезда 2008/09 |      |                           |                    |        |             |
| Позиција                 | Број | Држава                    | Име и презиме      | Висина | Рођен       |
| крило                    | 4    | Србија                    | Марко Кешељ        | 206    | 02.01.1988. |
| крилни центар            | 5    | Сједињене Америчке Државе | Лоренс Робертс     | 206    | 20.10.1982  |
| центар                   | 9    | Босна и Херцеговина       | Елмедин Кикановић  | 206    | 02.09.1988. |
| бек                      | 11   | Србија                    | Мирко Ковач        | 199    | 01.03.1983. |
| плејмејкер               | 14   | Србија                    | Марко Мариновић    | 183    | 15.03.1983. |
| центар                   | 17   | Србија                    | Оливер Стевић      | 205    | ..1984.     |
| крилни центар            | 20   | Србија                    | Тадија Драгићевић  | 205    | 28.01.1986. |
| крило                    | 21   | Србија                    | Милан Милошевић    | 206    | 26.09.1985. |
| бек                      | 23   | Сједињене Америчке Државе | Андре Овенс        | 192    | 31.10.1980. |
| бек                      | 24   | Србија                    | Филип Шепа         | 196    | 05.06.1990  |
| центар                   | 30   | Србија                    | Владимир Штимац    | 210    | 25.08.1987. |
| бек                      | 33   | Црна Гора                 | Борис Бакић        | 195    | 23.05.1986. |
| крило                    | 44   | Србија                    | Немања Бјелица     | 209    | 09.05.1988  |
| крилни центар            |      | Србија                    | Никола Рондовић    | 204    | 27.03.1991. |
| крило                    |      | Србија                    | Лазар Радосављевић | 195    | 09.04.1991  |
| бек                      |      | Србија                    | Немања Недовић     | 191    | 16.06.1991  |

## Јадранска лига

### Табела
|     | Екипа               | Игр. | Поб. | Изг. | П+   | П-   | П+/- | Бод |
| --- | ------------------- | ---- | ---- | ---- | ---- | ---- | ---- | --- |
| 1.  | Партизан            | 26   | 23   | 3    | 1966 | 1771 | +195 | 49  |
| 2.  | Цибона              | 26   | 19   | 7    | 2088 | 1945 | +143 | 45  |
| 3.  | Хемофарм ШТАДА      | 26   | 19   | 7    | 2082 | 1987 | +95  | 45  |
| 4.  | Црвена звезда       | 26   | 19   | 7    | 2010 | 1913 | +97  | 45  |
| 5.  | Задар               | 26   | 17   | 9    | 2139 | 1935 | +204 | 43  |
| 6.  | Будућност м:тел     | 26   | 15   | 11   | 2017 | 1972 | +45  | 41  |
| 7.  | Босна АСА БХТ       | 26   | 11   | 15   | 2025 | 2062 | -37  | 37  |
| 8.  | ФМП Железник        | 26   | 10   | 16   | 2071 | 2094 | -23  | 36  |
| 9.  | Унион Олимпија      | 26   | 10   | 16   | 1981 | 1999 | -18  | 36  |
| 10. | Сплит КО            | 26   | 10   | 16   | 1899 | 2014 | -115 | 36  |
| 11. | Крка                | 26   | 9    | 17   | 1897 | 2041 | -144 | 35  |
| 12. | Хелиос              | 26   | 8    | 18   | 1897 | 2010 | -113 | 34  |
| 13. | Загреб КО           | 26   | 8    | 18   | 1983 | 2100 | -117 | 34  |
| 14. | Војводина Србијагас | 26   | 4    | 22   | 1967 | 2179 | -212 | 30  |

Легенда:

### Турнир четворице (Фајнал-фор)
Фајнал-фор у сезони 2008/09. одржан је од 16. до 18. априла 2009. у Београдској арени у Београду. На завршном турниру су учествовали Партизан, Хемофарм ШТАДА и Црвена звезда из Србије, као и Цибона из Хрватске.

#### Полуфинале
| 16. 4. 2009. 20:45 |                                                          | Партизан | 64 : 58                           | Црвена звезда | Београдска арена, Београд Гледаоци: 10.750 Судије: Дубравко Мухвић (ХРВ), Миливоје Јовчић (СРБ), Синиша Херцег (ХРВ) |  |
| 16. 4. 2009. 20:45 | Четвртине: 13-11, 18-12, 15-15, 18-20                    |          |                                   |               | Београдска арена, Београд Гледаоци: 10.750 Судије: Дубравко Мухвић (ХРВ), Миливоје Јовчић (СРБ), Синиша Херцег (ХРВ) |  |
| 16. 4. 2009. 20:45 | Поени: Тепић 14 Скокови: 3 играча 7 Асистенције: Тепић 4 |          | Кикановић 15 Робертс 8 Марковић 4 |               | Београдска арена, Београд Гледаоци: 10.750 Судије: Дубравко Мухвић (ХРВ), Миливоје Јовчић (СРБ), Синиша Херцег (ХРВ) |  |

## Српска лига

### Група Б
|   | Тим            | Игр. | Поб. | Изг. | П+  | П-  | П+/- | Бод |
| - | -------------- | ---- | ---- | ---- | --- | --- | ---- | --- |
| 1 | Црвена звезда  | 6    | 5    | 1    | 505 | 437 | +68  | 11  |
| 2 | Хемофарм ШТАДА | 6    | 5    | 1    | 483 | 421 | +62  | 11  |
| 3 | Лајонс         | 6    | 1    | 5    | 389 | 458 | -69  | 7   |
| 4 | Борац Чачак    | 6    | 1    | 5    | 449 | 510 | -61  | 7   |

Легенда:

### Полуфинале
| Датум        | Клуб, Место            | Резултат | Клуб, Место            |
| ------------ | ---------------------- | -------- | ---------------------- |
| 1. мај 2009. | Црвена звезда, Београд | 72:69    | ФМП Железник, Београд  |
| 3. мај 2009. | ФМП Железник, Београд  | 54:72    | Црвена звезда, Београд |
| 6. мај 2009. | Црвена звезда, Београд | 55:50    | ФМП Железник, Београд  |

### Финале
| Датум         | Клуб, Место            | Резултат | Клуб, Место            |
| ------------- | ---------------------- | -------- | ---------------------- |
| 13. мај 2009. | Партизан, Београд      | 70:58    | Црвена звезда, Београд |
| 15. мај 2009. | Црвена звезда, Београд | 54:68    | Партизан, Београд      |
| 18. мај 2009. | Партизан, Београд      | 58:63    | Црвена звезда, Београд |
| 21. мај 2009. | Црвена звезда, Београд | 75:73    | Партизан, Београд      |
| 23. мај 2009. | Партизан, Београд      | 73:61    | Црвена звезда, Београд |

## Резултати сезоне

### Октобар
| Датум       | Такмичење      | Место      | Ривал        | Резултат | МВП               |
| ----------- | -------------- | ---------- | ------------ | -------- | ----------------- |
| 4.10.2008.  | Јадранска лига | Железник   | ФМП Железник | 84:78    | Марко Кешељ       |
| 8.10.2008.  | Јадранска лига | Ново Место | Крка         | 83:56    | Елмедин Кикановић |
| 11.10.2008. | Јадранска лига | Београд    | Олимпија     | 84:77    | Марко Мариновић   |
| 18.10.2008. | Јадранска лига | Нови Сад   | Војводина    | 82:81    | Владимир Штимац   |
| 25.10.2008. | Јадранска лига | Београд    | Сплит        | 83:71    | Лоренс Робертс    |

### Новембар
| Датум       | Такмичење      | Место   | Ривал          | Резултат | МВП               |
| ----------- | -------------- | ------- | -------------- | -------- | ----------------- |
| 01.11.2008. | Јадранска лига | Загреб  | Цибона         | 63:86    | Андре Овенс       |
| 04.11.2008. | Еврокуп        | Гмунден | Алианс Сванз   | 82:82    | Тадија Драгићевић |
| 08.11.2008. | Јадранска лига | Београд | Босна          | 100:87   | Милан Милошевић   |
| 11.11.2008. | Еврокуп        | Београд | Алианс Сванз   | 96:81    | Тадија Драгићевић |
| 16.11.2008. | Јадранска лига | Београд | Партизан       | 81:80    | Марко Мариновић   |
| 22.11.2008. | Јадранска лига | Београд | Хелиос         | 69:58    | Елмедин Кикановић |
| 25.11.2008. | Еврокуп        | Шарлроа | Спироу Шарлроа | 65:71    | Андре Овенс       |
| 29.11.2008. | Јадранска лига | Вршац   | Хемофарм       | 65:84    | Лоренс Робертс    |

### Децембар
| Датум       | Такмичење      | Место   | Ривал         | Резултат | МВП               |
| ----------- | -------------- | ------- | ------------- | -------- | ----------------- |
| 02.12.2008. | Еврокуп        | Београд | Бросе Баскетс | 82:65    | Елмедин Кикановић |
| 06.12.2008. | Јадранска лига | Београд | Задар         | 89:79    | Марко Мариновић   |
| 09.12.2008. | Еврокуп        | Београд | Туров         | 97:69    | Тадија Драгићевић |
| 13.12.2008. | Јадранска лига | Загреб  | Загреб        | 84:80    | Марко Кешељ       |
| 16.12.2008. | Еврокуп        | Либерец | Туров         | 86:76    | Марко Кешељ       |
| 20.12.2008. | Јадранска лига | Београд | Будућност     | 70:63    | Лоренс Робертс    |
| 23.12.2008. | Јадранска лига | Београд | ФМП Железник  | 77:65    | Лоренс Робертс    |

### Јануар
| Датум       | Такмичење      | Место    | Ривал          | Резултат | МВП               |
| ----------- | -------------- | -------- | -------------- | -------- | ----------------- |
| 03.01.2009. | Јадранска лига | Београд  | Крка           | 77:67    | Андре Овенс       |
| 06.01.2009. | Еврокуп        | Београд  | Спироу Шарлроа | 93:91    | Андре Овенс       |
| 10.01.2009. | Јадранска лига | Љубљана  | Олимпија       | 76:72    | Андре Овенс       |
| 13.01.2009. | Еврокуп        | Бамберг  | Бросе Баскетс  | 67:53    | Мирко Ковач       |
| 18.01.2009. | Јадранска лига | Београд  | Војводина      | 87:73    | Андре Овенс       |
| 20.01.2009. | Јадранска лига | Сплит    | Сплит          | 67:62    | Марко Мариновић   |
| 24.01.2009. | Јадранска лига | Београд  | Цибона         | 76:79    | Лоренс Робертс    |
| 27.01.2009. | Еврокуп        | Београд  | Памеса         | 73:85    | Андре Овенс       |
| 30.01.2009. | Јадранска лига | Сарајево | Босна          | 67:80    | Елмедин Кикановић |

### Фебруар
| Датум       | Такмичење           | Место     | Ривал    | Резултат | МВП               |
| ----------- | ------------------- | --------- | -------- | -------- | ----------------- |
| 03.02.2009. | Еврокуп             | Маријупољ | Азовмаш  | 74:62    | Марко Мариновић   |
| 07.02.2009. | Јадранска лига      | Београд   | Партизан | 82:85    | Марко Мариновић   |
| 10.02.2009. | Еврокуп             | Вршац     | Хемофарм | 73:85    | Борис Бакић       |
| 13.02.2009. | Јадранска лига      | Домжале   | Хелиос   | 69:63    | Тадија Драгићевић |
| 19.02.2009. | Куп Радивоја Кораћа | Ниш       | Металац  | 83:66    | Тадија Драгићевић |
| 20.02.2009. | Куп Радивоја Кораћа | Ниш       | ФМП      | 85:80    | Андре Овенс       |
| 21.02.2009. | Куп Радивоја Кораћа | Ниш       | Партизан | 80:65    | Лоренс Робертс    |
| 24.02.2009. | Еврокуп             | Београд   | Хемофарм | 65:91    | Владимир Штимац   |
| 28.02.2009. | Јадранска лига      | Београд   | Хемофарм | 77:69    | Владимир Штимац   |

### Март
| Датум       | Такмичење | Место     | Ривал  | Резултат | МВП               |
| ----------- | --------- | --------- | ------ | -------- | ----------------- |
| 03.03.2009. | Еврокуп   | Валенсија | Памеса | 80:82    | Тадија Драгићевић |